# 西島 (兵庫県)

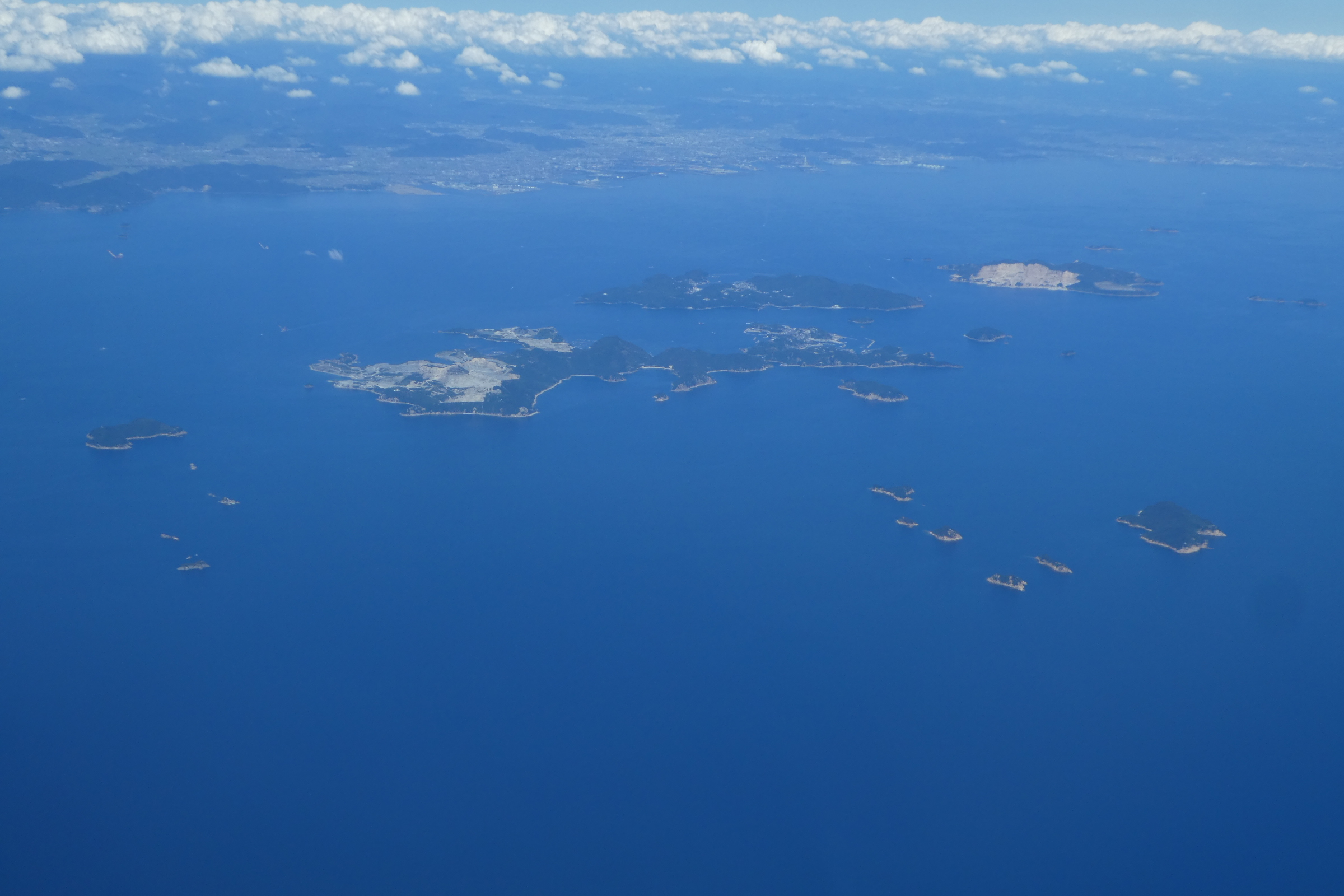
中央左が西島

西島（にしじま）は、兵庫県姫路市にある有人島。家島諸島の中で最も大きな面積を持つ。男鹿島と同じく採石の島で、作業場の周辺に採石業者の家屋が点在している。県の自然体験施設（兵庫県立いえしま自然体験センター）がある。

## 地形・交通
姫路市の南西18kmの播磨灘に浮かぶ家島諸島の中で最大面積を持つ。坊勢島とは100m足らずの海峡を隔てて隣り合っている。
西島へは姫路港から坊勢輝汽船で坊勢島へ渡航し、輝観光の船に乗り換えてアクセスできる。1日6往復で片道約50分。チャーター船も利用できる。

## 歴史
この島にある遺跡からは、先土器・縄文・弥生時代の遺構や石器など多数出土している。海岸に古墳群があり、山の上には先土器時代の遺構と石器が発見されている。古くは坊勢島とともに、「大高島」という一つの島として扱われていた。
明治時代末期には旧日本陸軍の火薬貯蔵庫が置かれた。戦後は、敷地は民間の砲弾解体処理場となった。1953年9月1日には、処理場の火薬庫が爆発する事故が起きている（死傷者なし）。

## 観光
- 県の自然体験施設（兵庫県立いえしま自然体験センター）
  - 家族や友人と共に瀬戸内海国立公園の豊かな自然を体験することで交流を深めることができるようマリンスポーツ、トレッキング、キャンプ等アウトドアスポーツの施設および宿泊施設、各種プログラムが用意されている[1]。
- 頂上石（コウナイの石・天の御柱）
  - 東大寺山頂近くに突如として出現する高さ6～7mの巨岩。石英斑岩と言われ、岩刻文字のような文様も見出されている[1]。
- 家島十景「松島野馬」
  - かつて牧場があったと伝えられ、ここから望む松島は絶景[1]。

## 生活
国勢調査人口は2015年現在、2世帯2人。島内4カ所の集落をまわる郵便船があり、家島郵便局の担当者が毎日一人で配達をこなしている。島内には商店、医療機関などは立地しない。
2017年には、KDDIなど通信会社4社による無線を利用した水道の自動検針（スマートメーター）事業が、全国で初めて西島に試験的に導入された。人口希薄で集落の分散している西島・男鹿島における検針の負担解消をめざして行われたもので、他の山間・離島部における導入も検討されている。